# Symfonie nr. 9 (Simpson)
Robert Simpson componeerde zijn symfonie nr. 9 in 1987.
Alhoewel de 9e symfonie zes jaar na zijn symfonie nr. 8 is geschreven, was er geen sprake van het 9e symfoniesyndroom. Bij Simpson duurt het zoals het duurt. De 9e symfonie laat een verdere groei zien al symfonist. De symfonie klinkt meer in balans dan zijn 8e. Al zijn invloeden zijn ook in deze symfonie hoorbaar, en nu duidelijker dan ooit. Het lijkt in deze symfonie dat het speelse en optimistische van de noordse symfonieën van bijvoorbeeld Carl Nielsen hier om de dramatiek van Ludwig van Beethoven, Anton Bruckner en Gustav Mahler heen cirkelen. Zelfs invloeden van Dmitri Sjostakovitsj zijn merkbaar bij het geagiteerd spelen van strijkers, die steeds maar in hetzelfde fragment blijven hangen in het derde deel. 

## Delen
De bijna 50 minuten durende symfonie bestaat uit slechts één deel, dat wel in drieën is opgedeeld; de delen worden zonder pauze achter elkaar gespeeld en lopen vloeiend in elkaar over. De symfonie glijdt als het ware de oren in met een pianissimo begin, daarna volgen in steeds rapper tempo hout- en koperblazers. Samen met de pauken groeit het deel naar een climax. Deel 2 is het in de symfonie zo normale scherzo, een vrolijk deel, waar de lichte blaasinstrumenten een volle partituur hebben. De staccato zorgt ervoor dat de muziek extra licht klinkt. Ook dit deel werkt met crescendo naar een climax toe, waar het eigenlijk in een koraalachtige klank eindigt; veel koperwerk en pauken zoals in Bruckner. Het zware koper (tuba) trekt aan de noodrem, waardoor de muziek weer in rustig vaarwater komt; deel (3). Deel (3) begint zo rustig als deel (1), met langzame muziek in de strijkers. Alles begint weer opnieuw, steeds meer instrumenten mengen zich in het geheel en het scherzo-achtige uit deel (2) komt ook weer in de oren. Na een glorieuze uitbarsting (weer koraalopbouw gelijkend op Johann Sebastian Bach) valt de symfonie 6 minuten voor het eind stil en komt alles tot rust. Dit soort finales heeft Sjostakovitsj ook regelmatig toegepast in zijn symfonieën.
De symfonie is geschreven in opdracht van het Bournemouth Symphony Orchestra, dat op 8 april 1987 de première gaf onder leiding van Vernon Handley, specialist in Britse klassieke muziek. De symfonie wordt ook wel het langste stuk muziek in één tempo ooit genoemd. Het is opgedragen aan Angela Simpson, vrouw van de componist.

## Bron
- Hyperion Records.